# مريران (الرقة)
مريران قرية سورية تتبع ناحية عين عيسى في منطقة تل أبيض في محافظة الرقة. بلغ عدد سكانها 387 نسمة في عام 2004 حسب إحصاء المكتب المركزي للإحصاء.